# Зелёная, Рина Васильевна
Ри́на Васи́льевна Зелёная (настоящее имя — Екатери́на; 25 октября (7 ноября) 1901, Ташкент, Сырдарьинская область, Российская империя — 1 апреля 1991, Москва, СССР) — советская актриса театра и кино, артистка эстрады, сценаристка; народная артистка РСФСР (1970).

## Биография
Родилась 25 октября (7 ноября) 1901 года, в семье Василия Ивановича и Надежды Фёдоровны Зелёных. В источниках встречаются различные даты рождения актрисы; все сходятся лишь в том, что родилась она в Ташкенте. Училась в реальном училище, когда её отца, Василия Ивановича Зелёного, перевели по службе из Ташкента в Москву, она поступила в гимназию фон Дервиза в Гороховском переулке.
В 1919 году окончила Московское театральное училище. Её учителями были Илларион Певцов, Николай Радин, Мария Блюменталь-Тамарина.
Тогда же вышла замуж за юриста Владимира Блюменфельда, но вскоре они расстались из-за несходства характеров. Вторым мужем актрисы был архитектор Константин (Котэ) Топуридзе. Детей не было.
Начинала на эстраде в качестве профессиональной певицы, но затем полностью посвятила себя театральной карьере. Работала в театрах (с 1921 года) «Балаганчик» (Петроград), «Крот» (Одесса), кабаре «Нерыдай».

Актриса играла эксцентрические роли в пародийных пьесах, исполняла монологи в стихах, частушки, песенки, написанные на музыку М. Блантера, С. Каца, Ю. Милютина. Уже в 1923 году публика специально приходила к номеру актрисы, что давало повод конферансье С. Тимошенко («Балаганчик») представлять её так: 
«Это современная актриса, актриса сего дня, актриса речи, рассказчица, мимистка, танцовщица, плясунья, певица — всё сие проделывающая с иронически лукавой улыбкой, блеском глаз и мгновенной реакцией на окружающее».
В 1924 году стала актрисой Московского театра сатиры. С 1928 года перешла в труппу Театра обозрений при Доме печати. Работала в Московском и Ленинградском мюзик-холлах (1929—1931), Московском театре миниатюр (1938—1941). В 1930-е годы выступала на эстраде с рассказами о детях, работала на радио. В её репертуаре стихи Владимира Маяковского, Агнии Барто, Самуила Маршака, Сергея Михалкова.
В 1929 году Зелёная была вынуждена заполнить паузу, возникшую в концерте по непредвиденным обстоятельствам, и прочла «Мойдодыр» К. Чуковского голосом ребёнка. Успех был оглушительным. Так возник знаменитый, ставший с 1940-х годов основным для её концертной эстрады жанр «Взрослым о детях» или «О маленьких для больших». В образе доброй, весёлой девочки исполняла монологи, пела детские песенки («Чернобурка», «Почемучка», «Пёрышки у птички»). Органичность исполнения роли была столь велика, что на радио шли письма маленьких слушателей актрисе.
Уникальная индивидуальность актрисы, сформировавшаяся благодаря природной склонности к пародированию, эксцентрике, импровизации, позволила ей создать ряд ярких сатирических ролей и номеров. В пародийном номере «Чарльстушки» актриса, исполняя частушки в русском сарафане, внезапно сбрасывала его и оставалась в шаржированном костюме (купальник, но застёгнутый наглухо ворот косоворотки, голова серебряного петуха на трусиках и пышный букет страусовых перьев сбоку, как бы хвост петуха), переходила на чарльстон и в его ритме продолжала исполнять частушки. В миниатюре «Антракт без антракта» (1938) воплотила сатирический образ хваткой, наглой буфетчицы — эту роль актриса написала сама. В миниатюре Л. Ленча «Одну минуточку» (1940) сыграла зубного врача, занятого общественной работой.
Во время Великой Отечественной войны участвовала в выступлениях фронтовых артистических бригад, за что в 1944 году была награждена орденом Красной Звезды. В наградном листе к ордену указано:

Находясь на 4 Украинском фронте т. Зелёная вместе с боевыми частями прошла через Карпаты. В минуты передышки между боями в землянке, разрушенном сарае или на поляне выступала в 83 концертах для рядовых, офицеров и генералов.

Снималась в кино («Подкидыш», «Весна», «Светлый путь», «Приключения Буратино», в сериале о Шерлоке Холмсе), писала сценарии, рассказы в соавторстве с А. Барто («Пёстрые рассказы», 1958).
В 1981 году она написала автобиографическую книгу «Разрозненные страницы», адресованную широкому кругу читателей. Книга включает в себя описание творческого мира, в котором жила актриса, с кем её сводила судьба и как это действовалo на неё, как на творческую личность. В книге присутствовали такие личности, как Аркадий Райкин, Сергей Михалков, Любовь Орлова, Корней Чуковский и многие другие.
Своим уникальным запоминающимся голосом она озвучила множество мультфильмов.
Жила в Москве в бывшем доходном доме Первого Российского страхового общества (Кузнецкий Мост, 21/5 — Большая Лубянка, 5/21). Последние годы своей жизни провела в Доме ветеранов кино в Матвеевском.
Скончалась 1 апреля 1991 года в возрасте 89 лет в Москве. Похоронена на Введенском кладбище, рядом с мужем — архитектором Константином Топуридзе (3 уч.).

## Семья
- Первый муж — Владимир Германович Блюменфельд (1894—?), правовед, сотрудник НКИД; сын адвоката Г. Ф. Блюменфельда[12].
- Второй муж — Константин Тихонович Топуридзе (1905—1977), архитектор.

## Фильмография

### Актёрские работы
| Год  |     | Название                                                               | Роль                                           |
| ---- | --- | ---------------------------------------------------------------------- | ---------------------------------------------- |
| 1931 | ф   | Путёвка в жизнь                                                        | певица из шайки Жигана                         |
| 1935 | ф   | Любовь и ненависть                                                     | балерина, партнёрша Бубы                       |
| 1939 | ф   | Подкидыш                                                               | Ариша, домработница                            |
| 1940 | ф   | Светлый путь                                                           | секретарша                                     |
| 1941 | кор | Старый двор                                                            | домохозяйка                                    |
| 1947 | ф   | Весна                                                                  | словоохотливая гримёрша                        |
| 1949 | ф   | Встреча на Эльбе                                                       | немка                                          |
| 1952 | ф   | Композитор Глинка                                                      | генеральша                                     |
| 1953 | кор | Сеанс гипноза                                                          | зрительница                                    |
| 1954 | ф   | Весёлые звёзды (фильм-концерт)                                         | уценённая кукла Наташа                         |
| 1956 | ф   | Драгоценный подарок                                                    | Настя, домработница Сперантовых                |
| 1956 | ф   | Поэт                                                                   | поэтесса                                       |
| 1957 | ф   | Девушка без адреса                                                     | Елизавета Тимофеевна, член худсовета Дома моды |
| 1958 | кор | Жених с того света                                                     | мать Нины                                      |
| 1961 | ф   | Совершенно серьёзно (новелла «История с пирожками»)                    | покупательница                                 |
| 1962 | ф   | Мой младший брат                                                       | тётя Эльва (нет в титрах)                      |
| 1962 | ф   | Семь нянек                                                             | зрительница в красном                          |
| 1962 | ф   | Черёмушки                                                              | Курочкина                                      |
| 1963 | ф   | Каин XVIII                                                             | гувернантка Милады                             |
| 1963 | кор | Падение Карфагенова                                                    | Имя персонажа не указано                       |
| 1963 | ф   | Укротители велосипедов                                                 | Аста Сибуль                                    |
| 1963 | кор | Цветные сны                                                            | общая бабушка                                  |
| 1964 | ф   | Всё для вас                                                            | соседка                                        |
| 1964 | ф   | Сказка о потерянном времени                                            | Надя-старушка                                  |
| 1964 | тф  | Новогодняя ярмарка (фильм-концерт)                                     | камео / уценённая кукла Наташа                 |
| 1965 | ф   | Иностранка                                                             | мадам Жубер                                    |
| 1965 | ф   | Дайте жалобную книгу                                                   | певица в ресторане                             |
| 1965 | ф   | Операция «Ы» и другие приключения Шурика (новелла «Напарник»)          | пассажирка в автобусе                          |
| 1965 | ф   | От семи до двенадцати (новелла «Зонтик»)                               | уборщица (нет в титрах)                        |
| 1966 | тф  | В первый час (фильм-концерт)                                           | камео                                          |
| 1966 | ф   | В городе С.                                                            | писательница                                   |
| 1966 | ф   | Три толстяка                                                           | тётушка Ганимед                                |
| 1969 | ф   | Берег юности                                                           | бабушка                                        |
| 1969 | ф   | Внимание, черепаха!                                                    | учёный секретарь музея                         |
| 1969 | тф  | Похищение (фильм-концерт)                                              | болтливая посетительница                       |
| 1970 | тф  | Как мы искали Тишку                                                    | Людмила Ильинична, бабушка Миши                |
| 1970 | ф   | Приключения жёлтого чемоданчика                                        | пассажирка в троллейбусе                       |
| 1971 | ф   | 12 стульев                                                             | редактор молодёжного журнала «Жених и невеста» |
| 1971 | тф  | Алло, Варшава!                                                         | председатель жюри                              |
| 1971 | ф   | Телеграмма                                                             | детская писательница                           |
| 1972 | тф  | Карнавал                                                               | Червякова                                      |
| 1972 | ф   | Чиполлино                                                              | графиня Вишня                                  |
| 1973 | ф   | Нейлон 100 %                                                           | пациентка дантиста                             |
| 1974 | ф   | Скворец и Лира                                                         | Урсула                                         |
| 1975 | тф  | Приключения Буратино                                                   | черепаха Тортила                               |
| 1975 | ф   | Одиннадцать надежд                                                     | канадская болельщица в самолёте                |
| 1976 | ф   | «Сто грамм» для храбрости… (новелла «Какая наглость»)                  | прохожая у метро                               |
| 1977 | тф  | Про Красную Шапочку                                                    | бабушка Красной Шапочки                        |
| 1979 | тф  | Шерлок Холмс и доктор Ватсон                                           | миссис Хадсон                                  |
| 1980 | мтф | Приключения Шерлока Холмса и доктора Ватсона                           | миссис Хадсон                                  |
| 1981 | тф  | Приключения Шерлока Холмса и доктора Ватсона: Собака Баскервилей       | миссис Хадсон                                  |
| 1983 | тф  | Приключения Шерлока Холмса и доктора Ватсона: Сокровища Агры           | миссис Хадсон                                  |
| 1984 | ф   | Граждане Вселенной                                                     | прабабушка                                     |
| 1985 | ф   | Валентин и Валентина                                                   | учёная                                         |
| 1986 | тф  | Приключения Шерлока Холмса и доктора Ватсона: Двадцатый век начинается | миссис Хадсон                                  |

### Киножурнал «Фитиль»
- 1964 — Фитиль № 25. Сюжет «Ягодки» — мать Наташи
- 1969 — Фитиль № 85. Сюжет «Предметный урок» — пассажирка
- 1973 — Фитиль № 130. Сюжет «Кто виноват?» — заседающая на собрании
- 1978 — Фитиль № 196. Сюжет «В поисках трудностей» — хозяйка квартиры

### Сценарист
- 1939 — Подкидыш — совместно с Агнией Барто
- 1947 — Весна — участие в сценарии

### Озвучивание мультфильмов
- 1960 — Железные друзья — консервная банка (нет в титрах)
- 1961 — Ключ — фея Гиацинта
- 1962 — Кто сказал «мяу»? — Щенок
- 1963 — Светлячок № 4. Наш карандаш — мышонок (сюжет "Мышонок и карандаш")
- 1963 — Вот так тигр! — Котёнок
- 1964 — Лягушонок ищет папу — Лягушонок
- 1964 — Петух и краски — Красная краска / утёнок
- 1965 — Вовка в Тридевятом царстве — Вовка
- 1965 — Лягушка-путешественница — лягушонок (нет в титрах)
- 1966 — Жёлтик — лиса
- 1966 — Про злую мачеху — капризная девочка Света / бабушка Вовы
- 1966 — Самый, самый, самый, самый — Львёнок
- 1967 — Слонёнок — слонёнок
- 1967 — Ну и Рыжик! — Рыжик
- 1967 — Как стать большим — котёнок (нет в титрах)
- 1967 — Четверо с одного двора — цыплёнок (нет в титрах)
- 1969 — Капризная принцесса — старушка-коровница
- 1970 — Бобры идут по следу — оленёнок
- 1970 — Кентервильское привидение — экономка
- 1970 — Синяя птица — бабушка
- 1971 — Огонь — Мышь
- 1971 — Лошарик — Лошарик
- 1971—1972 — Приключения Незнайки и его друзей —  доктор Пилюлькин
- 1972 — Заветная мечта — рыба
- 1974 — Волшебник Изумрудного города (1 и 6 серии) — жевун
- 1974 — Как козлик землю держал — лягушка
- 1977 — Незнайка в Солнечном городе — Листик (10 серия)
- 1978 — Муми-тролль и другие — Муми-мама (нет в титрах)
- 1981 — Алиса в стране чудес — Герцогиня
- 1981 — Тайна третьей планеты — бабушка Коли (нет в титрах)
- 1981 — Мама для мамонтёнка — слониха / тётушка бегемотиха
- 1985 — Миссис Уксус и мистер Уксус — миссис Уксус

### Озвучивание аудиоспектаклей
- 1978 — Невероятные приключения Буратино и его друзей — черепаха Тортила

### Съёмка в документальных фильмах
- 1982 — Снять фильм о Рине Зелёной (ТО «Экран»)[13]
- 1983 — Я возвращаю ваш портрет (документальный, телевизионный)

### Использование архивного киноматериала
- 2000 — Воспоминания о Шерлоке Холмсе (телесериал) — миссис Хадсон
- 2004 — Божественная Гликерия — хроника

## Признание и награды
- орден Красной Звезды (1944)
- Заслуженная артистка РСФСР (1945)[6]
- Народная артистка РСФСР (1970)[2]
- Медали СССР.

## Память
Творчеству и памяти актрисы посвящены документальные фильмы и телепередачи:
- «Рина Зелёная. „Нечеловеческие роли“» («ТВ Центр», 2007)[14]
- «Страна чудес Рины Зелёной» («Первый канал», 2009)[15]
- «Рина Зелёная. „Короли эпизода“» («ТВ Центр», 2015)[16]
- «Рина Зелёная. „Последний день“» («Звезда», 2018)[17]
- «Рина Зелёная. „Легенды кино“» («Звезда», 2018)[18]
- «Рина Зелёная. »12 историй со счастливым концом"" («ТВ Центр», 2020)[19].